# 芋川神社
芋川神社（いもがわじんじゃ）は、長野県飯綱町大字芋川に鎮座する神社。旧社格は村社。祭神は、天照大御神、健御名方富命、誉田別尊、大山袛命、天児屋根命、大雀命、稲倉魂命、白山姫命、田心姫命である。

## 歴史
起源は不明であるが、古くより天照大神を祀ってきた神社。大字芋川地区の総社としてたたずむ。
1907年(明治40年)に前年の社寺合祀が行われ社各維持のため、境内を広め、本殿と祝詞殿の間に芋川用水を通した。その年の9月20日真夜中に遷宮奉斎の儀式が行われた。

### 平成の焼失
1999年9月1日夜、不審火により幣殿、祝詞殿、拝殿、社務所の4棟を全焼。また本殿の屋根が焼けるなどした。後述する秋季例大祭が間近に迫った時期の火災で当年の祭礼は、焼け残った本殿を前に、氏子たちが集まり、宮司が祝詞をあげ礼をするだけのものとなった。

### 復興へ
焼失した本殿は、1999年12月関係者の計らいにより、諏訪大社下社春宮より御柱祭に合わせて立て替えられる御宝殿の用材をいただき、本殿として建築された。その後しばらくの間、同神社で行われる祭礼はこの本殿と、本殿前に作られるテントで執り行われてきた。
2005年、警察による不審火の捜査は継続するものの、その全容の解決に至っていないが、氏子たちの要望により拝殿の建設が決まる。8月に着工し同年12月に完成した。

## 祭礼

### 秋季例大祭
毎年、9月22日の宵宮、23日の祭礼が行われる。ただし、1993年までは9月20日宵宮、21日祭礼の日程で行われていた。
祭礼の起源は170年前にはすでに現在の献灯をするかたちは出来上がったとされるが、それまでには当時の旧芋川村(現大字芋川)の若い衆が幾度と協議を重ねていたとされる。このため、この祭の進行には厳然としたルールと組織が現在も存在している。
- 組織

例大祭の主体は芋川壮年団が行っている。壮年団には、壮年団長を長として、祭典団長、会計団長をおき、「壮年団3役」と称する。各地区の若い衆の代表正副2名は「評議員」と称している。評議員は各地区に戻ると、青年会、交友会などの長として、壮年団の意向を各地区に伝え、また各地区の祭礼に対する要望を壮年団に伝える役割をしている。
祭典の日、祭典団長と会計団長は、それぞれ「上行司」、「下行司」として祭典の進行を行う。ここに、各地区から評議員とは別に「行司付」が2名が選出され各々の地区の世話を行う。
- 抽選会

毎年8月の下旬から9月のはじめにかけて芋川神社で行われる。宮司が祝詞をあげた後、御神体の前におかれた三方の上に、順番が記された紙片が紙縒りにされておかれている籤を評議員が順番に引く。籤を引く順番は毎年交代で行われる。籤は、全評議員が引いた後、祭典団長の合図により一斉に開かれ、結果を出席者全員に報告する。この抽選会は、献灯、神楽、獅子舞の奉納順を決めるものであるが、この順序がこの先1年間の会議の席順、宴会での歌の順番もこの抽選会の結果が適用されるため、若い衆だけでなく、大字芋川氏子全員の関心が集め、毎年評議員が緊張する瞬間でもある。
- 稽古

抽選会が終わると、祭礼に向け獅子舞、笛太鼓の稽古がそれぞれの地区で始まる。稽古の進め方は各地区で異なるが、午後8時ごろから午後10時ごろまでの時間が一般的である。また、稽古の前後に23日のお祭りの演芸大会に行う出し物の練習も行われる。
- 行事付会議

行司付は、壮年団3役ほか、祭典に際し関係する団体の代表者と、祭典の進行、主に宵宮について打ち合わせを行う。ここで出される資料はA4判の紙で4～5ページのボリュームがあり、それぞれ読み合わせを行うとおよそ2時間に及ぶという。このとき、時勢の変化などから、直したほうがよいところや、不明確な部分については確認しあい、取り決められた内容はそれぞれの地区に持ち帰り、伝えることになっている。
- ものづくり

神楽の組み立てや、御幣の製作、提灯の準備が稽古と同時に進められる。宵宮に出される出し物は、高張り提灯1対2本、馬簾(纏)1本、神楽1台、獅子舞、ほうずき提灯~5本と決められている。この中で、高張り提灯だけはどの地区もデザインが統一されており、違いは提灯背面に地区の名前が書いてあるだけである。しかし、その他の出し物は、それぞれの地区の伝統を守りながら、昨今の技術や風俗を取り入れながら独自のデザインに昇華している。
- 竿立て、竿ころばし

祭礼の期間中、各地区の幟や吹流しをあげる竿を立てる「竿立て」は、宵宮の当日または前日に午前5時から氏子総出で行われる。門灯篭がある地区はこのときに作られる。一方「竿ころばし」は祭礼が終わった次の日の朝、やはり午前5時から氏子総出で行われる。
- 浜床組み立て

拝殿の前に、獅子を奉納する場所に「浜床」と呼ばれる舞台が作られる。浜床は正副評議員が壮年団3役の指揮の下作られる。昔は宵宮当日の午前中に作られていたが、最近では宵宮に一番近い日曜日に作られている。
祭礼の日程の変更やこうした準備片付けの日程の変更は、近年若い衆が会社勤めに出ているため、年によっては平日行われる祭礼の日程に合わせづらくなっている背景がある。
同様に、浜床の片付けも祭礼が終わった次の日曜日に行われることが多い。
- 村舞・悪魔払い

宵宮が行われる日の午後になると、それぞれの地区で地区の長(組長)や大字の役員を持っている家、その1年間新築や婚礼、出産など慶事のあった家、あるいは特別なお客様が祭礼にあわせ訪問してきた家などを獅子舞が高張り提灯、神楽、馬簾とともにまわる。一方弔事があった家では、村舞は遠慮し、祭りそのものへの参加を自粛する。
- 開催宣言

宵宮の日の午後8時、揃い場となる芋川防災センターでは壮年団長ほか、大字の役員、各種団体の代表、および行司付があつまり、壮年団長が開催宣言を行う。一般に宵宮のスタートがこの時点と解釈されている。
- 着届け

各地区の神楽が揃い場に到着すると、評議員は各々の地区の行司付を通じ壮年団に到着したことを報告する着届けが、提灯の合図とともになされる。このように宵宮では、着届けに限らず、提灯の上げ下ろしがすべての進行の合図となり、お囃子の喧騒の中でも確実に意思の伝達がなされ、無駄に大きな声を上げずに済み、粛々と祭礼を進行する重要な要素となっている。
- 勇(いさみ)

勇とは、激しいリズムとメロディのお囃子であるが、祭礼の進行で揃い場ですべての神楽が行進した後、神社においてすべての神楽が浜床の周りを行進した後、およびすべての地区の獅子舞の奉納が終わったあとに、壮年団長の鈴(りん)の合図で一斉に演奏される。勇が行われているときは、すべての地区の馬簾がまわされ、地区同士その技術を競い合う。馬簾回しは一般的に両手で行われるが、力のある若い衆は片手で回したりもする。勇みが行われる時間は、揃い場から出るときは鈴の合図から神楽が出るまでなので、抽選会の順番が後になるほどその時間は長くなる。この傾向は、獅子舞の奉納が終わったあとも同じであるが、唯一、時間が決められて行われるのは、神楽が神社に揃った後に行われる勇で、この場合行われる勇みは3分と決められている。勇囃子はこの他、村舞で家の敷地に入るとき、揃い場から神社へ向かう行進で、神楽が神社の鳥居の前に差し掛かったときそれぞれ個別の神楽が勇を演奏する。
- 行進

行進は大字区長が選任されている地区が担当する「制札」を先頭に「大字高張提灯」、壮年団長、行事2名、大字4役、各種団体長、行事付、に続き各地区の「高張提灯」、「馬纏」、「獅子舞」、「神楽」、「ほうずき提灯」の順に行列を作り神社に向けて行進する。
制札には制　神威を畏み不敬な振る舞いあるべからずと記されている。
揃い場から神社までのルートは、新道の開通や、揃い場の移転などで、1985年ごろから何回か変更されている。それ以前は、信濃交通の田中バス停がある「ジョウド」と言われる場所から、田中地区を通り神社に向けて行進が行われた。揃い場の変更は同期間の間に2回変更されており、一回目の変更では、ジョウドから北に100mの場所にある中峰大日庵の下の広場から県道を南下し、従来のコースに合流するルートが取られていたが、揃い場がジョウドから北に300mの場所にある芋川防災センターに移されてからは、同センター北側を通る農道を東進し、信濃交通中村バス停で従来のコースと合流し、道のりを短縮するルートが取られていた。2004年からは、防災センターの西側に長野県道荒瀬原線の新道が開通してからは、この道を南下し、芋川氏の土塁を左に見ながら、従来のコースと合流するルートを通っている。
- 神楽の引き上げ

リヤカーに乗せられた神楽は、鳥居をくぐり神社へ通じる150段あまりの石段を大勢でひきあげ、拝殿の前に奉納する。その様子は、勇と並び見ごたえのある場所である。
- 獅子舞

すべての神楽が拝殿の前に奉納された後、奉納花火が打ち上げられ。その後獅子舞が浜床で行われる。過疎化が進む同地区ではそれまで9つあった獅子は、いまでは7つまで減っている。最初に獅子舞の奉納が出来なくなった2つの獅子を披露したあと、獅子舞が奉納される。この順序も抽選会で決められた順に進められる。
獅子舞が行われている間は、行司と行司付は浜床の上で座り、行司は獅子舞･囃子の準備のタイミングを、順番に行司付に指示する。この指示も提灯の上げ下ろしで行われ、獅子舞のすべての囃子が終わってから、地元の行司付が行司に提灯で合図をおこなう。
獅子舞は、各地区独自のものを持っている。中でも、御所の入地区の獅子舞は特に有名で、祭りを見にきた観客は、御所の入の獅子舞が終わるまで帰らない。
御所の入地区の獅子舞には、剣呑みの舞がある。このときは、それまで、2人で舞っていたものに、獅子の中に大人4人が入る。剣は悪の象徴で、獅子は何度もためらいながらも、最後には自らを犠牲にして剣を呑み悪を払う。その間の獅子の動きは耳を動かし、口をあけ、時には巨体をすばやく動かし舞う姿は、繊細かつ大胆で、威圧的とも思える。
- 手打ち式

すべての獅子舞が終わり、神楽が各々の地区に帰える頃は翌日午前3時ごろである。その後、宮司、大字4役、壮年団長、行司、行司付、各種団体長は神社に残り宵宮の全体を通し問題がなかったかどうか話し合う。主にルールに反した行動がなかったかどうか、他の地区の迷惑をかけていなかったかなどが話し合われ、問題がなければ手打ち(手締め)が行われ、解散となる。しかし、ここで問題が出されると、当事者の合意がされるまで議論し、双方納得するまで行われる。大きな問題があったときには時として夜が明けても手打ちにならないこともある。
- 宮おろし

全ての獅子舞の奉納が終わると、神楽はそれぞれの地区へ帰っていく。神社からおろすときは、階段を使わず、境内の回り道を通っておろす。神楽と一緒に帰る評議員は、それぞれの地区の別れ際にお互い礼を述べて別れていく。
- 演芸大会

23日の昼間、浜床では演芸大会が催される。内容は時代とともに変化しているが、昔は相撲などが奉納されていた。現代では、プロのバンドや歌手を呼び奉納している。また、各地区の若者が歌や芸を披露し奉納している。
- 浦安の舞

演芸大会の後、地元の女子小学生から中学生が浦安の舞を奉納する。拝殿の焼失から再建までの間、芋川神社では浜床で奉納されていた。